# Agriphila cyrenaicellus
Agriphila cyrenaicellus là một loài bướm đêm trong họ Crambidae.